# Marie Imbrová
Marie Imbrová, rozená Kubíková (* 23. ledna 1960 Roudnice nad Labem), je česká afrikanistka, bývalá diplomatka, cestovatelka, sběratelka afrického umění a publicistka, zakladatelka a předsedkyně Klubu přátel Tengenenge v ČR a spolupracovnice České televize.

## Život
Marie Imbrová se narodila 23. ledna 1960 v Roudnici nad Labem. Dětství strávila v obci Radešín, po sňatku (3. března 1979) se jejím trvalým bydlištěm stal Černochov u Peruce. V Africe strávila na dvou dlouhodobých pobytech téměř 8 let, poté každoročně podniká na kontinent dvě cesty. S manželem Ivanem vychovala tři již plnoleté děti – Kateřinu, Ivana a Jindřicha.

## Vzdělání
Základní školu absolvovala v malotřídce v Charvátcích a druhý stupeň v obci Mšené–lázně. Poté nastoupila na gymnázium v Roudnici nad Labem. Po maturitě vystudovala orientalistiku – afrikanistiku na Filozofické fakultě Univerzity Karlovy v Praze, zde graduovala v roce 1984, diplomovou práci zpracovala pod vedením prof. Karla Petráčka.

## Zaměstnání
Pracovala jako vedoucí hospodářské správy na Státním zámku v Libochovicích (1986–1991) a jako kurátorka se specializací na novodobé dějiny a folkloristiku v Okresním muzeu v Lounech (1991–1997). V letech 1997 až 2008 pracovala pro Ministerstvo zahraničních věcí ČR, a to jako ministerský rada v odboru Blízkého východu a Afriky (1997–1999), zástupce velvyslance, 2. tajemník Velvyslanectví ČR v Nairobi v Keni a zástupce stálého představitele ČR při OSN v Nairobi – programy UNEP a HABITAT (1999–2000). Ve funkci Chargé d'Affaires byla pověřena vedením Velvyslanectví ČR v Nairobi a funkcí stálého představitele ČR při OSN v Nairobi pro programy UNEP a HABITAT (2000–2002). Jako vládní rada v odboru Afriky na MZV ČR pracovala v letech 2002 až 2004 a v odboru Blízkého východu a Afriky v letech 2004 až 2005. Byla zástupkyní velvyslance a 1. tajemníkem Velvyslanectví ČR v Harare v Zimbabwe (2005–2008). Od května do prosince 2008 byla jako Chargé d'Affaires pověřena vedením Velvyslanectví ČR v Harare. Působí jako nezávislá konzultantka v oblasti česko-afrických vztahů, propagátorka africké kultury a jako realizátorka výstav afrického umění. Od roku 2013 je ředitelkou Kulturních zařízení města Roudnice nad Labem.

## Aktivismus
Marie Imbrová je zakladatelka (2009) a dlouhodobá předsedkyně Klubu přátel Tengenenge, z.s., členka Amerického klubu dam při Náprstkově muzeu v Praze, spolupracovnice Mezinárodního českého klubu v Praze, členka Nadace 2020 – Barendrecht – Louny a spolupracovnice Českého výboru UNICEF.

## Mezinárodní konference
Zúčastnila se mezinárodního kolokvia "International Colloquium on Culture and Creativity as Vectors of Development", které se konalo v Bruselu v roce 2009. Z pověření zimbabwského ministra školství byla oficiální vedoucí zimbabwské delegace na 3. Světovém festivalu černošského umění v Dakaru v Senegalu v prosinci 2010.

## Aktivní participace na festivalech
Participovala na festivalu Dun, Dun v Litoměřicích a na Africkém festivalu ve Dvoře Králové (2014, 2015, 2016).

## Publicistika
Marie Imbrová je autorka nebo spoluautorka několika desítek článků o muzejních výstavách, v Lounech zejména v týdeníku Svobodný Hlas, a odborných článků v měsíčníku Regiz. Po návratu z Afriky publikovala v mezinárodním časopise Dialog, v cestovatelském magazínu Koktejl, v časopise Rozvojovka a v odborném časopise Mince a bankovky a poskytla několik desítek mediálních rozhovorů, zejména o svých afrických zkušenostech a africkém umění.
Je autorkou textu monografie
- kol. (2009): Stone sculpture in Zimbabwe. Vydané při příležitosti International Colloquium on Culture and Creativity as Vectors of Development, Brussels, 2.–3. 4. 2009.

Iniciátorkou vydání knihy:
- Winter-Irving, C. (2008): Spirit of a woman. A journey through the sculpture of Lazarus Takawira.

Podílela se na vydání sborníku:
- Kontinenty, jaro 2015 – Půvab afrického šperku
- Kontinenty, podzim 2016 – Mých prvních deset let v Tengenenge

## Přednášková činnost
Marie Imbrová přednášela na téma zimbabwské kamenosochařství a umění v rámci Zimbabwského galavečera 3. Světového festivalu černošského umění a kultur v Dakaru. O životě v Zimbabwe, zimbabwském sochařství, africkém šperku, Emilu Holubovi, dobrovolnictví a charitativních projektech a zejména o pomoci kamenosochařské komunitě v zimbabwském Tengenenge přednáší pravidelně v Praze i v regionech.

## Výstavnictví – výběr
- Emil Holub – traveller, putovní výstava v angličtině pro zastupitelský úřad v Harare v roce 2004
- Výstava v muzeu v Livingstone u příležitosti odhalení busty Emila Holuba 17. září 2005
- Lazarus Takawira, Galerie Emila Juliše Černčice u Loun (13. 6. – 16. 8. 2009)
- Dobrodružství v Zimbabwe. Barendrecht, Nizozemsko (listopad 2009)
- Půvab afrického šperku, Galerie Městské knihovny Louny (2. 11. – 29. 11. 2010)
- Born in Zimbabwe, Galerie Emila Juliše Černčice u Loun (11. 7. – 11. 9. 2010)
- Africké sochy: Lazarus Takawira. Lázně Bělohrad (29. 5. – 31. 10. 2010)
- Kamenné sochy z Tengenenge, charitativní výstava a aukce, Harare, Zimbabwe (19. 2. – 26.2. 2010)
- Stephen Kappata – legenda Zambie. Knihkupectví Řehoře Samsy, Praha 1 (14. 4. – 30. 4. 2010)
- Narozeni v Tengenege. Výstava fotografií ze života dětí v umělecké komunitě Tengenege (Zimbabwe). Galerie U Plazíka, Peruc (26. 3. – 8. 5. 2011)
- African Colours, Galerie Emila Juliše Černčice u Loun (27. 11. 2011 – 31. 1. 2012)
- Současné africké umění. Podřipské muzeum Roudnice nad Labem (3. 7. – 7. 10. 2012)
- Emil Holub a Slapy Viktoriiny. Regionální muzeum K. A. Polánka v Žatci (2012)
- Lazarus Takawira legenda zimbabwského sochařství. Galerie Kryt Klášterec nad Ohří (31. 5. – 30. 6. 2013)
- Zimbabwe v umění. Gymnázium Teplice (9. 7. – 22. 9. 2015)
- Holubovo putování jižní Afrikou. Oblastní muzeum v Lounech (18. 1. – 12. 3. 2017)
- Spolupráce na uspořádání výstavy Národní galerie Zimbabwe „A TRIBUTE TO SCULPTOR AMALI MALOLA“, National Gallery of Zimbabwe (16. 2. – 1. 5. 2017)
- Tam za řekou Zambezi. Regionální muzeum K. A. Polánka v Žatci (2020)

## Pedagogická činnost
Od září 2015 do května 2017 působila jako lektorka čtyřsemestrálního kurzu Dějiny subsaharské Afriky ve 20. století, pro Univerzitu 3. věku při Univerzitě Jana Evangelisty Purkyně v Ústí nad Labem.